# Alan Mineiro
Alan Cássio da Cruz (* 29. September 1987 in Três Corações), auch bekannt als Alan Mineiro, ist ein ehemaliger brasilianischer Fußballspieler.

## Karriere
Mineiro begann seine Karriere 2007 bei Rio Branco SC und spielte unter anderem auch bei São Bernardo FC, Club Guaraní und Olé Brasil FC. 2011 unterschrieb er einen Vertrag bei Paulista FC. 2012 wechselte er auf Leihbasis zum japanischen Albirex Niigata. 2013 kehrte er zu Paulista zurück. 2014 wechselte er zum Zweitligisten Boa EC. 2015 wechselte er zu CA Bragantino, bestritt 35 Zweitligaspiele und schoss dabei 12 Tore. 2016 wechselte er zum Erstligisten SC Corinthians. Danach spielte er bei América Mineiro und CA Bragantino. 2017 spielte er bei Vila Nova FC, bestritt 35 Zweitligaspiele und schoss dabei 11 Tore.